# Rio Cacheu
Rio Cacheu (portugisiska: Rio de São Domingos) är en flodmynning i Guinea-Bissau.   Den ligger i regionen Cacheu, i den västra delen av landet, 90 km väster om huvudstaden Bissau.